# Bartramiopsis sitkana
Bartramiopsis sitkana là một loài Rêu trong họ Polytrichaceae. Loài này được (Kindb.) Kindb. mô tả khoa học đầu tiên năm 1905.